# Ulica Przemysłowa w Zamościu
Ulica Przemysłowa – zamojska ulica jednojezdniowa, która jest jedynym głównym dojazdem do strefy przemysłowej od strony centrum miasta.

## Historia
Ulica powstała na początku lat 20. XX wieku. Wytyczono ją niedaleko nieistniejącej XVIII-wiecznej ul. Drabowej, która prowadziła do obecnej ul. Powiatowej. Początkowo ul. Przemysłowa prowadziła do zespołu przemysłowego "Ziemianin".

### Nazwa
Nazwa ulicy została nadana w latach 30. i nawiązywała do pobliskiej strefy przemysłowej.

## Obecnie
Ulica ta stanowi połączenie ulic Peowiaków z J. Kilińskiego i stanowi ważny transportowy pomost pomiędzy centrum miasta a jego dzielnicą przemysłową (alternatywą może być jedynie ul. Kamienna). Wśród ważniejszych obiektów położonych przy tej ulicy znajdują się tu liczne hurtownie i magazyny, CH Galeria Twierdza, komenda miejska Państwowej Straży Pożarnej, Starostwo Powiatowe oraz Cmentarz Parafialny (przy skrzyżowaniu z ul. Peowiaków). Po zachodniej stronie ulicy przeważa zabudowa mieszkalna jednorodzinna.